# Élections régionales de 2010 en Martinique
Pour un article plus général, voir Élections régionales françaises de 2010.
Les élections régionales ont eu lieu les 14 et 21 mars 2010 en Martinique.

## Résultats
| Tête de liste  | Tête de liste            | Liste          | Premier tour | Premier tour | Second tour | Second tour | Sièges | Sièges |
| Tête de liste  | Tête de liste            | Liste          | #            | %            | #           | %           | #      | %      |
| -------------- | ------------------------ | -------------- | ------------ | ------------ | ----------- | ----------- | ------ | ------ |
|                | Serge Letchimy           | PPM            | 51 793       | 40,02        | 78 057      | 48,32       | 26     | 63,42  |
|                | Alfred Marie-Jeanne*     | MIM            | 41 642       | 32,18        | 66 309      | 41,05       | 12     | 29,27  |
|                | André Lesueur            | FMP-UMP        | 13 586       | 10,50        | 17 173      | 10,63       | 3      | 7,32   |
|                | Madeleine de Grandmaison | RDM            | 8 875        | 6,86         |             |             |        |        |
|                | Pierre Samot             | BPM            | 5 131        | 3,96         |             |             |        |        |
|                | Ghislaine Joachim-Arnaud | CO             | 3 514        | 2,72         |             |             |        |        |
|                | Guy Lordinot             | DVG            | 2 446        | 1,89         |             |             |        |        |
|                | Max Orville              | MoDem          | 1 350        | 1,04         |             |             |        |        |
|                | Jean-Claude Granier      | DVD            | 1 082        | 0,84         |             |             |        |        |
|                |                          |                |              |              |             |             |        |        |
| Inscrits       | Inscrits                 | Inscrits       | 301 244      | 100,00       | 299 933     | 100,00      |        |        |
| Abstention     | Abstention               | Abstention     | 167 278      | 55,53        | 133 969     | 44,67       |        |        |
| Votants        | Votants                  | Votants        | 133 966      | 44,47        | 165 964     | 55,33       |        |        |
| Blancs et nuls | Blancs et nuls           | Blancs et nuls | 4 547        | 3,39         | 4 425       | 2,67        |        |        |
| Exprimés       | Exprimés                 | Exprimés       | 129 343      | 96,61        | 161 539     | 97,33       |        |        |

* liste du président sortant